# Земеделски институт (Скопски университет)
Земеделският институт (на македонска литературна норма: Земјоделски институт) е научно-изследователски институт към Скопския университет „Св. Кирил и Методий“, Северна Македония.

## История
Възниква през 1927 година под името Агроботанически отдел в Кралство Югославия. През 1929 година се нарича Опитна и селекционна-земеделска станция, като се създават два отдела: Отдел за технически култури:памук и мак; Отдел Агрохимия: изследванията се провеждат в лаборатория. През 1933 година, под ръководството на Министерството на земеделието се създават и следните звена: Катедра по Агроботаника, Катедра Агротехника, Катедра Градинарство, Секция по Памук, Отдел по Ориза, Катедра Агрохимия, Отдел Растителна защита и отдел Полуконтрол.
По време на Втората световна война (1941 – 1945) и освобождението на Вардарска Македония, по-голямата част от нея попада под управлението на Царство България, след което е преименуван на Институт по земеделие (1941 – 1944) с отдели: Катедра Градинарство; Отдел по ориза – Кочани; Катедра по Агроботаника; Отдел по памука – Струмица; Отдел за контрол на семената; Катедра Агрохимия; Опитни производствени стопанства.
След установяването на комунистическия режим в Югославия, на 15 декември 1944 година институтът става научно-изследователски в областта на селското стопанство.
За научноизследователската и приложна дейност Земеделският институт – Скопие разполага с Микровинарна, оранжерия и 20 ha земя.
Научно-изследователската, преподавателската и приложната дейност на Земеделския институт се осъществява в четири обекта: основен в Автокоманда и други три в Бутел, Кисела вода и Кочани.